# Nommern
Nommern (Luxemburgs: Noumer) is een gemeente in het Luxemburgse kanton Mersch.
De gemeente heeft een totale oppervlakte van 22,44 km² en telde 1223 inwoners op 1 januari 2012.
De voorgenomen fusie van Nommern met de gemeenten Larochette en Fischbach is in november 2014 bij referendum afgewezen.

## Kernen
Cruchten, Nommern, Niederglabach, Oberglabach, Schrondweiler. Lieu-dits Beisten, Bourghof, Kleinbourghof, Schleiderhof en Seylerhof.

## Evolutie van het inwoneraantal
| Jaar                              | 2001 | 2002 | 2003 | 2004 | 2005 | 2012 |
| --------------------------------- | ---- | ---- | ---- | ---- | ---- | ---- |
| Inwoneraantal                     | 954  | 997  | 1003 | 996  | 995  | 1223 |
| Opmerking: tellingen op 1 januari |      |      |      |      |      |      |

## Trivia
Op 28 mei 2016 deed prins Noah zijn eerste communie in de parochiekerk van Nommern, waarbij bijna de gehele groothertogelijke familie aanwezig was.